# Muraniszki Górne
Muraniszki Górne – dawny zaścianek. Tereny, na których był położony, leżą obecnie na Litwie, w okręgu uciańskim, w rejonie jezioroskim, w starostwie Turmont.

## Historia
W czasach zaborów zaścianek w granicach Imperium Rosyjskiego.
W dwudziestoleciu międzywojennym zaścianek leżał w Polsce, w województwie nowogródzkim (od 1926 w województwie wileńskim), w powiecie brasławskim, w gminie Smołwy.
Powszechny Spis Ludności z 1921 roku podał ogólną liczbę mieszkańców dla zaścianków Muraniszki i Muraniszki Górne. Zamieszkiwało tu 35 osób, wszystkie były wyznania rzymskokatolickiego i zadeklarowały polską przynależność narodową. Było tu 9 budynków mieszkalnych. W 1931 zaścianek Muraniszki Górne zamieszkiwały 4 osoby w jednym domu.
Wierni należeli do parafii rzymskokatolickiej w Smołwach. Miejscowość podlegała pod Sąd Grodzki w m. Turmont i Okręgowy w Wilnie; właściwy urząd pocztowy mieścił się w m. Turmont.